# Валі Монавар
Валі Монавар (Wali Monawar) (1970) — афганський дипломат. Надзвичайний і Повноважний Посол Афганістану в Україні (з 2020).

## Життєпис
Валі Монавар народився у 1970 році в Афганістані. Він здобув ступінь магістра в галузі публічної політики в New England College, New Hampshire, і бакалавра в галузі політології Флоридського атлантичного університету. Він володіє англійською мовою, Дарі, Пушту та Урду, має просунутий рівень німецької та середній рівень французької та іспанської мов.
Працював на різних посадах у Міністерстві закордонних справ Афганістану: Економічним радником міністра закордонних справ Афганістану, Главою протоколу президента Афганістану (2002—2004); Генеральним директором соціального та освітнього фонду Афганістану; Політичним секретарем Постійного Представництва Афганістану при ООН в Нью-Йорку (2004—2006); Надзвичайним і Повноважним Послом Афганістану у Катарі, Доха (з 2006); Генеральним директором Департаменту протоколу Міністерства закордонних справ Афганістану; Надзвичайним і Повноважним Послом Афганістану у Бельгії та ЄС (з 2017); Заступником в Управлінні Ради національної безпеки Афганістану (з 2019).
З 2020 року — Надзвичайний і Повноважний Посол Афганістану в Україні, Київ.
30 липня 2020 року вручив вірчі грамоти Президенту України Володимиру Зеленському.